# Paraphysa
Paraphysa es un género de arañas migalomorfas de la familia Theraphosidae. Son originarias de Sudamérica.  

## Especies
Según The World Spider Catalog 11.0:
- Paraphysa parvula (Pocock, 1903)
- Paraphysa peruviana Schmidt, 2007
- Paraphysa riparia Schmidt & Bolle, 2008
- Paraphysa scrofa (Molina, 1788)